# شیائولان
شیائولان (به لاتین: Xiaolan) یک شهرک در جمهوری خلق چین است که در ژونگشان واقع شده‌است.

## نگارخانه

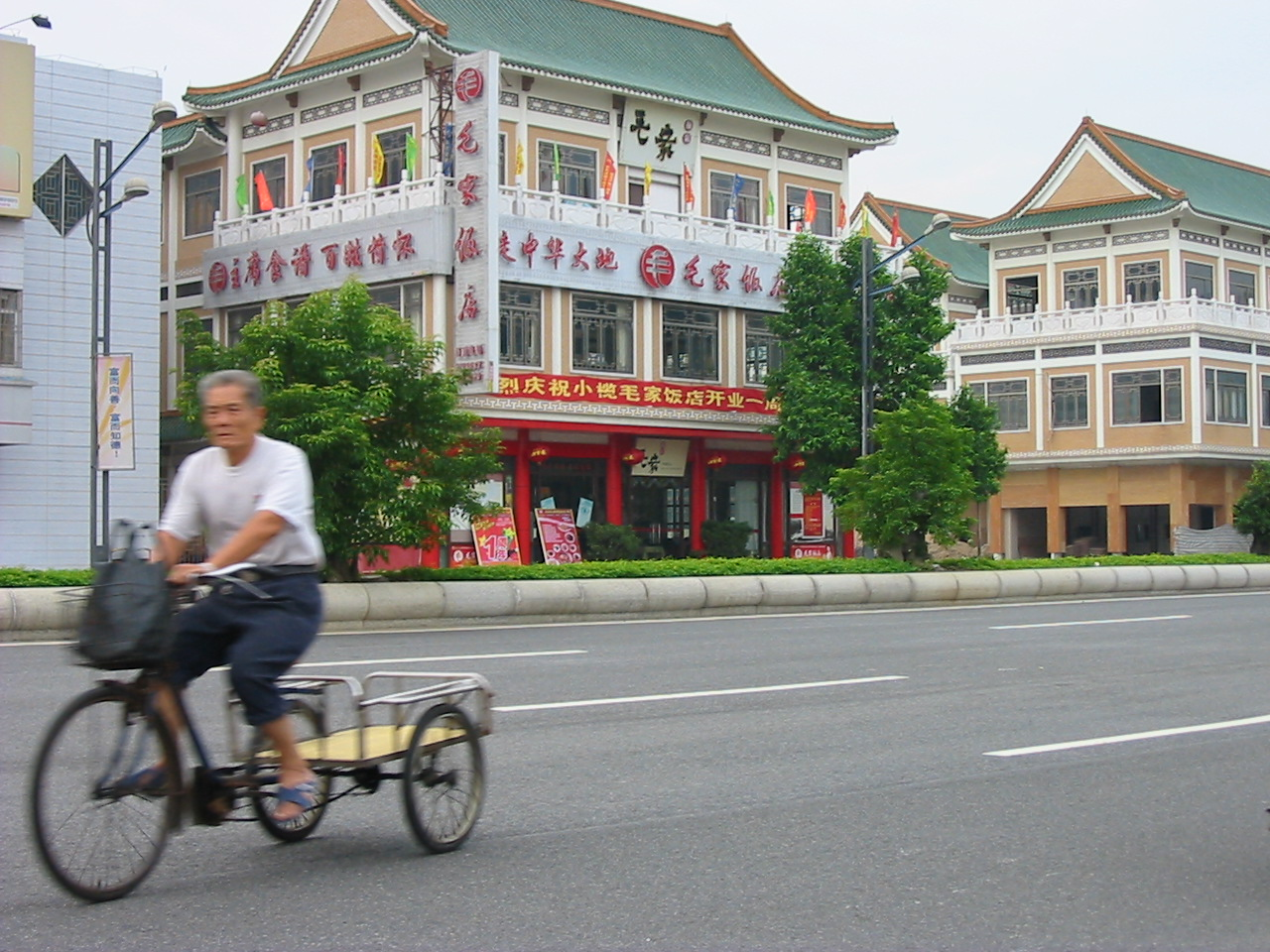
Man on Bike
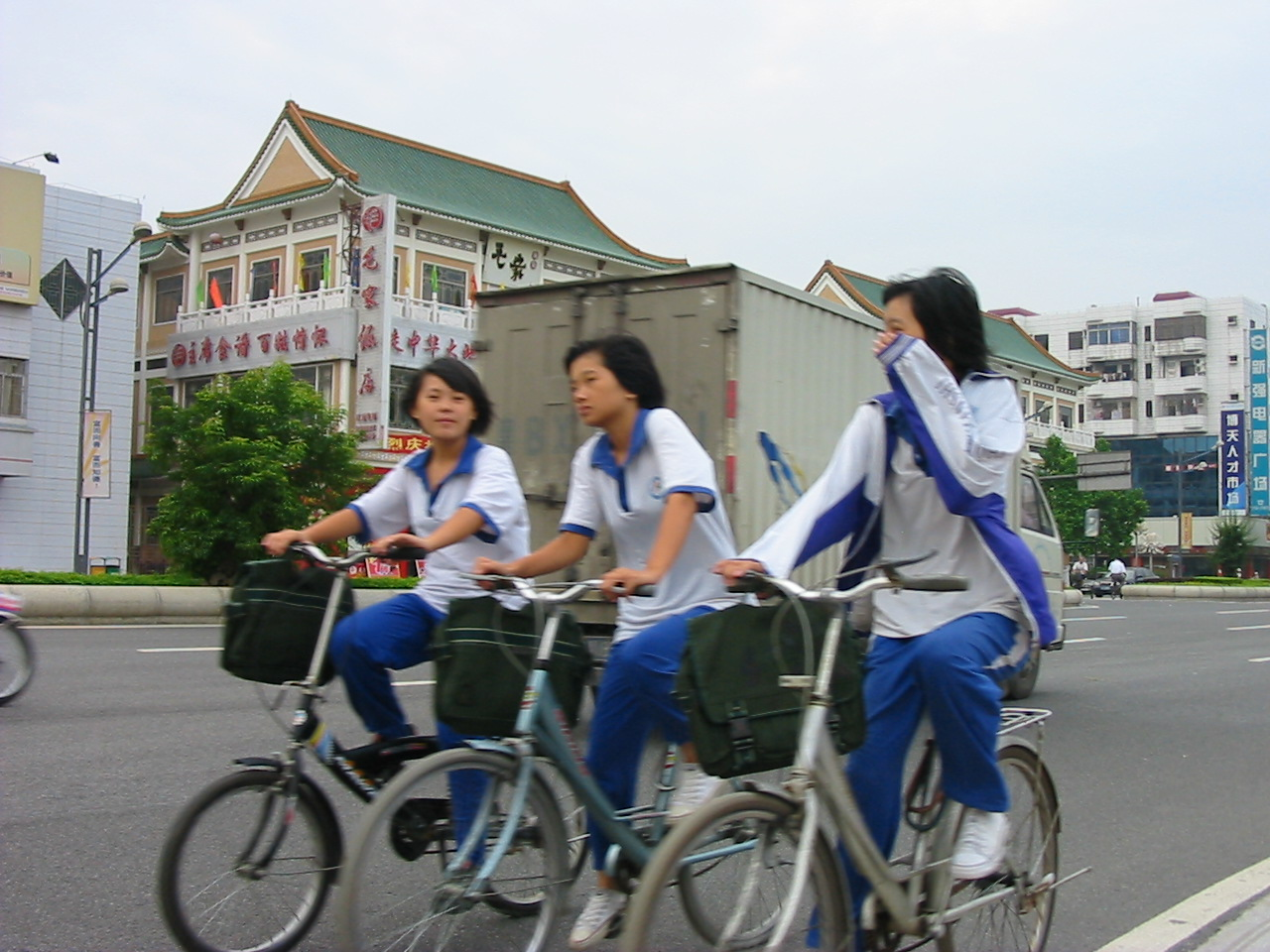
Schoolgirls on Bikes
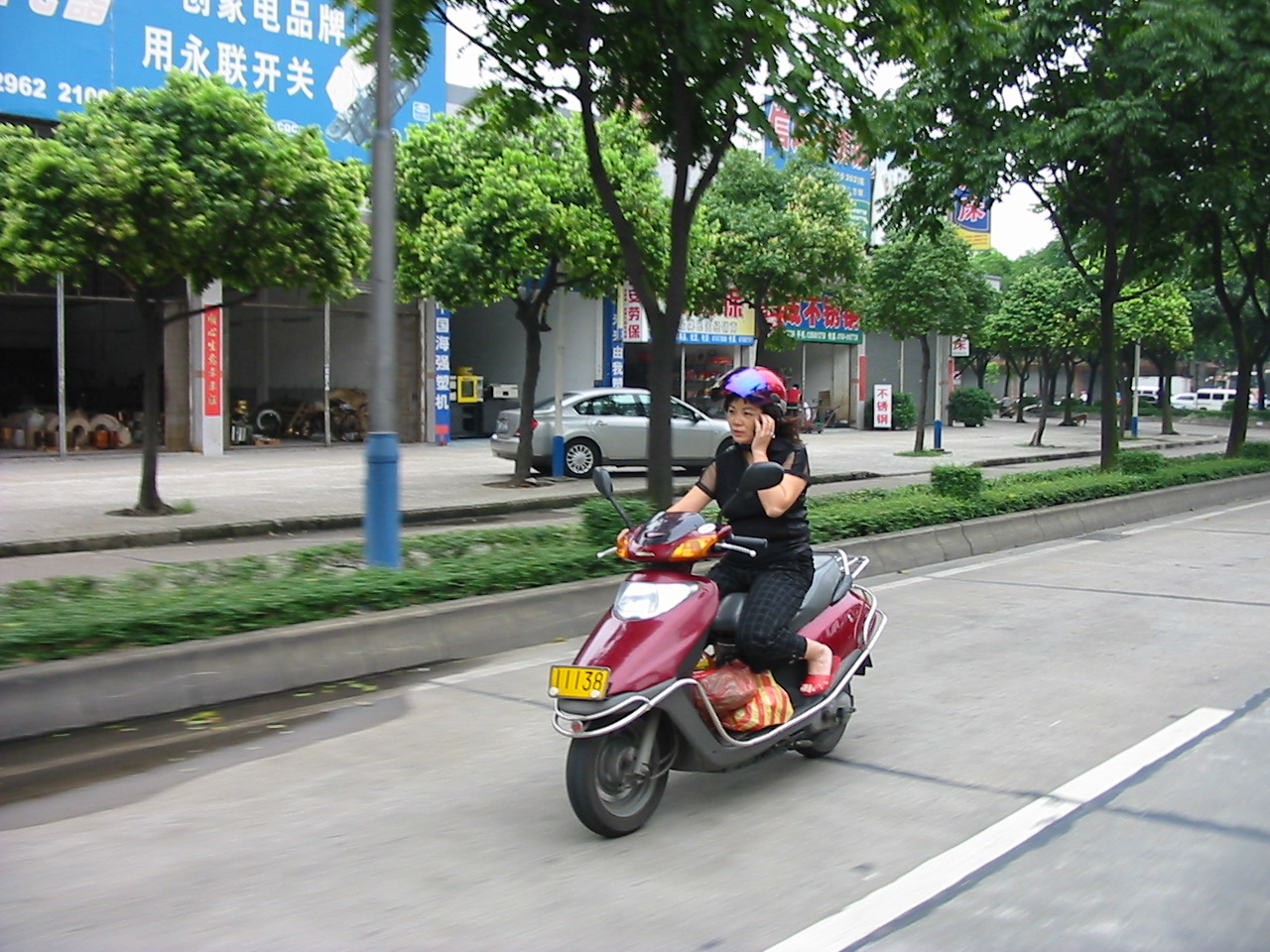
Scooter Rider on Mobile